# تریومف ادونچر ۹۰۰
تریومف ادونچر ۹۰۰ (انگلیسی: Triumph Adventurer 900) یک موتورسیکلت بریتانیایی است که توسط کمپانی تریومف در کارخانه هینکلی ساخته شده است. نام «ادونچر» که در سال ۱۹۹۶ راه اندازی شد، از یک موتور تریل ۵۰۰ سی‌سی از اوایل دهه ۱۹۷۰ گرفته شد. این موتور از یک انجین، سه‌سیلندر ۱۲ سوپاپ رادیاتور با آب، همان ۸۸۵ سی‌سی تریومف تاندربرد ۹۰۰ بود، همچنین شاستی فولادی ستون فقرات و سایر قسمت‌های چرخه از جمله شاخک‌های جلو، شوک عقب، چرخ‌ها و ترمزها نیز مشابه بودند. تغییرات شامل فرمان برآمده و گزینه تک صندلی بود. برجسته‌ترین ویژگی‌ها عبارتند از گلگیر عقب بزرگ، موتور با روکش کروم اضافی، پوشش بادامک و رادیاتور و صدا خفه کن‌های مگافون شکل. ادونچر دارای تنظیمات پیش بارگیری در سیستم تعلیق تک شوک عقب بود. این یکی از پرفروش‌ترین دوچرخه‌ها در خط تولید تریومف بود.